# نهائي كأس ولي العهد السعودي 1999
نهائي كأس ولي العهد السعودي 1999 هي مباراة تحديد الفائز بكأس ولي العهد السعودي 1998–99. اقيمت المباراة في استاد الملك فهد الدولي بمدينة الرياض بتاريخ 16 مايو 1999 وقد فاز بالمبارة نادي الشباب بعد تغلبة على نادي الهلال بنتيجة 1–0.

## الطريق إلى النهائي
| الهلال | الهلال  | الجولة      | الشباب  | الشباب |
| نتيجة  | المنافس | الجولة      | المنافس | نتيجة  |
| 2–1    | الأهلي  | دور الـ16   | الاتحاد | 0–2    |
| 1–0    | التعاون | ربع النهائي | أحد     | 0–4    |
| 2–0    | النجمة  | نصف النهائي | النصر   | 0–1    |

## تفاصيل المباراة
| الهلال | 0–1 | الشباب           |
| ------ | --- | ---------------- |
|        |     | عبد الله الشيحان |